# يهوآحاز ملك يهوذا
يهوآحاز ملك يهوذا ويدعى أيضًا شلوم (بالعبرية: יְהוֹאָחָז) هو ملك مملكة يهوذا لمدة 3 شهور سنة 609 قبل الميلاد، والابن الرابع لملك يهوذا يوشيا. ولد يهوآحاز سن 633 قبل الميلاد تقريبًا، وكان اسمه عند ولادته شلوم حسب سفر أخبار الأيام الأول 3: 15.

## فترة حكمه
على الرغم من أنه كان أصغر من أخيه إلياقيم (ويُسمى أيضًا يهوياقيم) بسنتين، فقد تم انتخابه لخلافة والده على العرش في سن الثالثة والعشرين، حكم لمدة ثلاثة أشهر فقط، خلعه الفرعون المصري نخاو الثاني وأسره في ربلة، وأخذه إلى مصر، فمات هناك. وخلفه أخاه إلياقيم.
قام ويليام أولبرايت بتأريخ حكمه بعام 609 قبل الميلاد، مما يعني أنه ولد في 633/632 قبل الميلاد.